# Алі Діомбот
Алі III ульд Мухаммад  (араб. علي ولد محمد لحبيب; бл. 1834 —2 жовтня 1886) — 16-й емір Трарзи в 1873—1886 роках.

## Життєпис

### Молоді роки
Походив з арабської династії ульд-ахмед ібн даман, гілки ульд-аль-шеркі. Син еміра Мухаммада III та Н'ємбот Мбодж лінгере (принцеси) з держави Ваало. Народився близько 1834 року. Замолоду товаришував із зведеними братами від іншої дружини батька Мбаїріки бент Амар.
1855 року під час війни з Францією очолив військо, яке мало на меті захопити місто Сен-Луї. Втім біля гирла річки Сенегал його зупинили.
1860 року після загибелі батька допоміг зведеному братові Сіді-Мбаїріки зміцнитися на троні. Брав участь у дипломатичних відносинах з французькими губернаторами Сенегалу. 1871 року, коли Сіді-Мбаїріку вбили, перебував в Сен-Луї. З дозволу сенегальського губернатора Франсуа Вальєра та за підтримки родичів з материнської лінії зібрав у Ваало загін, з яким рушив проти зведеного брата — еміра Ахмед Саліма I. У битві біля Медердри (Аль-Мадхри) завдав поразки еміру та його союзнику Бакару, еміру Таганти.
Втім 1872 року за спонуканням трарзійського еміра проти Алі виступив Лат Діор, дамель Кайору. Це суттєво погрішило становище Алі, який мусив відступити. Невдовзі його суперник отримав нову допомогу від еміра Таганту, зрештою 1873 року оточивши біля Хаббаї загін Алі Діомбота. Останній став вже вести перемовини про капітуляцію. Втім раптово Ахмеда Саліма I атакували основні частини армії Алі, завдавши ворогові нищівної поразки, внаслідок чого Ахмед Салім та 2 його рідні брати загинули. Новим еміром оголошено Алі Діомбота.

### Панування
З метою зміцнення свого становища призначив візиром Хаярума ульд Мухтар Сіді, незважаючи на його негативну роль у змові проти Сіді-Мбаїріки. Невдовзі мусив приборкати повстання рідного брата Ахмед Саліма I — Ібрагім Саліма з рештою його братів. за цим сприяв посиленню дотримання закону, охорону від злочинців та грабунків на торгівельних шляхах.
У зовнішній політиці спрямував зусилля на розвиток політичних та торгівельних відносин із Францією. 1877 року в Сен-Луї підписав з французьким губернатором Сенегалу Луї Брієр де Л'Іль щодо спільних гарантій захисту краму і людей, на випадок кораблетрощі повернення французів до Сен-Луї. 1878 року надав захист французькому мандрівнику Полю Солейє. 2 квітня 1879 року укладено Даганський договір, яким встановлено свободу торгівлі. 1880 року домовлено про сплату французьким губернатором 1200 частин гвінейської тканини на рік в обмін на скасування мит. Того ж року відхилив пропозицію Абдул Бакара Кане, імама Боссеї, підтримати у повстанні в Фута-Торо. Також не надав допомогу тестю Лат Діору в його боротьбі за Кайор, незважаючи на угоду 1881 року про спільні дії проти Франції.
Разом з тим мав напружені стосунки з Сіді-Алі II, еміром Бракни, що за підтримки імамів з Фута-Торо, здійснював регулярні напади на територію емірату Трарза. Оскільки область Фута-Торо вже вважалася частиною французьких володінь, то Алі III необнарозово скаржився з цього приводу губернаторові Луї Брієр де Л'Ілю.
1885 року усіляко перешкоджав розгортанню повстання сонінке під орудою марабута Махмаду Ламіне аль-Хаджа. Натомість за підтримки французів узгодив проходження караваннім з сахарських оаз через Трарзи й сплату до скарбниці еміра спеціального податку — гаферу. Відмова поділити надходження від гаферу між сановниками і шейхами призвела до змови візира Хаярума ульд Мухтар Сіді, що організував вбивство Алі III та його сина Мухаммада. Новим еміром став небіж останнього — Мухаммад IV.

## Творчість
Був хист до поезії, складавши вірші арабською мовою, хасанською говіркою. Також підтримував різних митців та літераторів.